# Арвидас Сабонис
Арвидас Ромас Сабонис (литв. Arvydas Sabonis; Каунас, 19. децембар 1964) бивши је совјетски и литвански кошаркаш. Играо је на позицији центра. Са репрезентацијом СССР је освојио Олимпијске игре, Светско и Европско првенство.
Сабонис важи за једног од најбољих великих додавача, као и за једног од најбољих центара у целини, у историји игре. Бил Волтон је једном назвао Сабониса „7 ft 3 in (2,21 m) Лари Берд“ због његове јединствене визије терена, стрелишта, грубог менталитета у игри и свестраности.
Сабонис је 20. августа 2010. примљен у ФИБА дворану славних, као признање за његову сјајну игру у међународним такмичењима. Дана 4. априла 2011, Сабонис је именован у Нејсмитову меморијалну кошаркашку дворану славних, и он је био као играч, примљен 12. августа 2011. У то време, он је био највиши играч који је икада ушао у Нејсмитову меморијалну кошаркашку кућу славних; годину дана касније, он њега је надмашио Ралф Сампсон са висином од 7 стопа 4 инча (2,24 m). Сабонис је 24. октобра 2011. изабран за следећег председника Литванског кошаркашког савеза, уместо Владаса Гарастаса, који је водио LBF од 1991. Он је поднео оставку на ту функцију 2. октобра 2013, али се вратио на њу 10. октобра. , 2013.
Његов син, Домантас Сабонис, је тренутни НБА играч за Сакраменто кингсе.

## Каријера
Сабонис је свој професионални деби имао 1981. године са једним од најстаријих кошаркашких тимова у Литванији, Жалгирисом, у свом родном граду Каунасу. Сабонис је избегао регрутовање у Совјетску армију, тако што се уписао на Литвански универзитет за пољопривреду, у свом родном граду. Три пута узастопно је освојио Првенство СССР, а 1986. је био првак Европе.
Изабран је од стране Атланта хокса као 77. пик на драфту 1985. године. Међутим, избор је поништен јер Сабонис имао мање од 21. године у време драфта. Следећег пролећа, доживео је повреду Ахилове тетиве. Ипак изабран је од стране Портланд трејлбјелзерса као 24. пик на драфту 1986. године.
Сабонису није било дозвољено да игра у НБА од стране совјетских власти до 1989. Међутим, он је ишао у Портланд да рехабилитује повреду са тренерима Трејлблејзерса. Тада је и тренирао са екипом.
На Летњим олимпијским играма 1988. Сабонис је предводио свој тим до златне медаље. У полуфиналу је побеђена репрезентација САД која је у том тиму имала будуће НБА звезде Дејвида Робинсона, Мича Ричмонда и Данија Манинга, а у финалу је савладана Југославија.
Године 1992. након три сезоне у екипи Ваљадолида, Сабонис се придружио Реал Мадриду и освојио две шпанске титуле и једну Евролигу 1995. Током сезоне 1994/95. у дресу Реал Мадрида је у просеку бележио 22,8 поена, 13,2 скокова, 2,6 блокада и 2,4 асистенције по утакмици.
У лето 1995. Сабонис одлази у НБА и потписује за Портланд трејлблејзерсе. Имао је успешну прву сезону са просеком од 14,5 поена и 8,1 скокова, за нешто мање од 24 минута по утакмици. Изабран је у најбољу поставу новајлија, а био је другопласирани у избору за најбољег новајлију сезоне и најбољег шестог играча. У првој плејоф серији Сабонисове НБА каријере, Портланд је изгубио од Јуте у пет утакмица.
У сезони 1997/98. бележио је најбоље бројке у НБА каријери, са просечно 16 поена, 10 скокова и 3 асистенције по утакмици.
Након завршетка сезоне 2001/02. Сабонис није желео да потпише нови уговор са Портландом, и одлучио је да се врати у Жалгирис. Међутим због проблема са повредама није ни заиграо за Жалгирис, а у сезони 2002/03. се поново вратио у Портланд и одиграо своју последњу НБА сезону. За сезону 2003/04. вратио се у Жалгирис и иако већ 40-огодишњак пружао је сјајне партије. Водио је свој тим до ТОП 16 фазе, а био је проглашен за најкориснијег играча Евролиге.

## Успеси

### Клупски
- Жалгирис:
  - Првенство СССР (3): 1984/85, 1985/86, 1986/87.
  - Интерконтинентални куп (1): 1986.
  - Првенство Литваније (1): 2003/04.
- Реал Мадрид:
  - Евролига (1): 1994/95.
  - Првенство Шпаније (2): 1992/93, 1993/94.
  - Куп Шпаније (1): 1993.

### Појединачни
- Најкориснији играч Евролиге (1): 2003/04.
- Најкориснији играч Фајнал фора Евролиге (1): 1994/95.
- Идеални тим Евролиге - прва постава (1): 2003/04.
- 50 особа које су највише допринеле Евролиги
- Најкориснији играч Првенства Шпаније (2): 1993/94, 1994/95.
- Најкориснији играч финала Првенства Шпаније (2): 1992/93, 1993/94.
- Најкориснији играч Европског првенствa (1): 1985.
- Најбољи европски играч (6): 1984, 1985, 1988, 1995, 1997, 1999.

## Статистике каријере

### NBA

#### Регуларна сезона
| Сезона   | Екипа    | ОУ  | СУ  | МПУ  | ПШ%  | 3П%  | СБ%  | СПУ  | АПУ | УПУ | БПУ | ППУ  |
| -------- | -------- | --- | --- | ---- | ---- | ---- | ---- | ---- | --- | --- | --- | ---- |
| 1995–96  | Портланд | 73  | 21  | 23.8 | .545 | .375 | .757 | 8.1  | 1.8 | .9  | 1.1 | 14.5 |
| 1996–97  | Портланд | 69  | 68  | 25.5 | .498 | .371 | .777 | 7.9  | 2.1 | .9  | 1.2 | 13.4 |
| 1997–98  | Портланд | 73  | 73  | 32.0 | .493 | .261 | .798 | 10.0 | 3.0 | .9  | 1.1 | 16.0 |
| 1998–99  | Портланд | 50  | 48  | 27.0 | .485 | .292 | .771 | 7.9  | 2.4 | .7  | 1.3 | 12.1 |
| 1999–00  | Портланд | 66  | 61  | 25.6 | .505 | .368 | .843 | 7.8  | 1.8 | .7  | 1.2 | 11.8 |
| 2000–01  | Портланд | 61  | 42  | 21.3 | .479 | .067 | .776 | 5.4  | 1.5 | .7  | 1.0 | 10.1 |
| 2002–03  | Портланд | 78  | 1   | 15.5 | .476 | .500 | .787 | 4.3  | 1.8 | .8  | .6  | 6.1  |
| Каријера | Каријера | 470 | 314 | 24.2 | .500 | .328 | .786 | 7.3  | 2.1 | .8  | 1.1 | 12.0 |

#### Плејофови
| Сезона   | Екипа    | ОУ | СУ | МПУ  | ПШ%  | 3П%  | СБ%  | СПУ  | АПУ | УПУ | БПУ | ППУ  |
| -------- | -------- | -- | -- | ---- | ---- | ---- | ---- | ---- | --- | --- | --- | ---- |
| 1996     | Портланд | 5  | 5  | 35.4 | .432 | .556 | .717 | 10.2 | 1.8 | .8  | .6  | 23.6 |
| 1997     | Портланд | 4  | 4  | 27.0 | .429 | .250 | .875 | 6.5  | 2.3 | .8  | .8  | 11.3 |
| 1998     | Портланд | 4  | 4  | 26.8 | .450 | .500 | .857 | 7.8  | 1.5 | 1.8 | .8  | 12.3 |
| 1999     | Портланд | 13 | 13 | 30.2 | .398 | .200 | .907 | 8.8  | 2.2 | 1.2 | 1.2 | 10.0 |
| 2000     | Портланд | 16 | 16 | 30.8 | .453 | .286 | .796 | 6.7  | 1.9 | .9  | .8  | 11.3 |
| 2001     | Портланд | 3  | 3  | 34.7 | .483 | .000 | .750 | 8.3  | 2.7 | .3  | 2.3 | 11.3 |
| 2003     | Портланд | 6  | 1  | 14.3 | .667 | —    | .800 | 4.0  | .8  | .7  | .7  | 10.0 |
| Каријера | Каријера | 51 | 46 | 28.8 | .452 | .319 | .802 | 7.4  | 1.9 | .9  | .9  | 12.1 |

### Евро лига
| Сезона   | Екипа       | ОУ | СУ | МПУ  | ПШ%  | 3П%  | СБ%  | СПУ   | АПУ | УПУ | БПУ  | ППУ  | ИПУ   |
| -------- | ----------- | -- | -- | ---- | ---- | ---- | ---- | ----- | --- | --- | ---- | ---- | ----- |
| 1985–86  | Жалгирис    | 13 | —  | —    | —    | —    | —    | —     | —   | —   | —    | 24.5 | —     |
| 1986–87  | Жалгирис    | 6  | —  | —    | —    | —    | —    | —     | —   | —   | —    | 21.3 | —     |
| 1992–93  | Реал Мадрид | 20 | —  | 30.9 | .543 | .500 | .663 | 12.0* | 1.9 | 1.2 | —    | 16.5 | —     |
| 1993–94  | Реал Мадрид | 15 | —  | 34.3 | .577 | .350 | .723 | 11.9  | 2.9 | 1.0 | —    | 17.4 | —     |
| 1994–95† | Реал Мадрид | 17 | —  | 33.8 | .572 | .545 | .783 | 11.2  | 2.6 | 1.8 | —    | 21.8 | —     |
| 2003–04  | Жалгирис    | 18 | 14 | 28.3 | .560 | .366 | .696 | 10.7* | 2.4 | 1.0 | 1.6* | 16.7 | 26.3* |
| Каријера | Каријера    | 89 | —  | 31.6 | .562 | .439 | .716 | 11.4  | 2.4 | 1.3 | 1.6  | 19.2 | —     |